# Saropogon eucerus
Saropogon eucerus là một loài ruồi trong họ Asilidae. Saropogon eucerus được Loew miêu tả năm 1847. Loài này phân bố ở vùng Cổ Bắc giới.